# 帕馬島

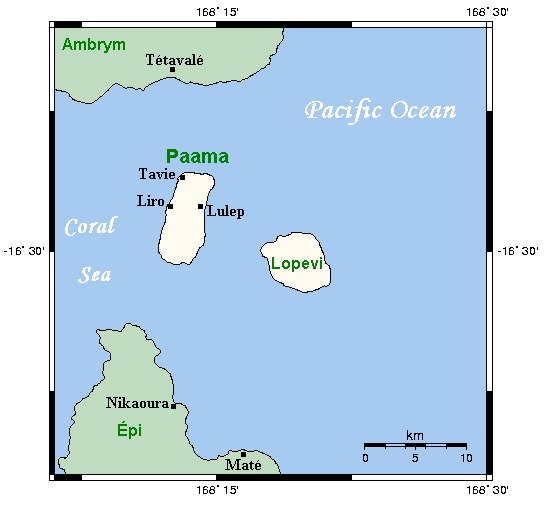

帕馬島（Paama）是太平洋島國瓦努阿圖的島嶼，由馬朗巴省負責管轄，長8公里、寬5公里，面積32.3平方公里，最高點海拔高度187米，島上有機場設施，2009年人口1,627。
16°28′S 168°13′E / 16.467°S 168.217°E